# Liebfrauenkirche (Gütersloh)
Die Liebfrauenkirche ist eine katholische Pfarrkirche in Gütersloh in Nordrhein-Westfalen, Deutschland. Die Kirche im Stadtteil Kattenstroth gehört zum Pastoralverbund Gütersloh-Süd im Erzbistum Paderborn.
Der Bau ist eine Hallenkirche. Der Turm misst mit Hahn 35 Meter.

## Geschichte
Am 22. Juli 1952 wurde der erste Spatenstich zur Liebfrauenkirche in Gütersloh gesetzt. Am 3. September 1952 legte Domkapitular Tuschen aus Paderborn den Grundstein. Der Bau wurde durch viele Freiwillige unterstützt. Am 29. Dezember wurden die drei Glocken von Dechant Hofius geweiht. Am 21. Juni 1953 weihte Erzbischof Lorenz Jaeger die Kirche ein. Das Allerheiligste wurde aus der vorher errichteten Notkirche in den Neubau übertragen. Die Liebfrauenkirche wurde 2005 renoviert.

## Orgel

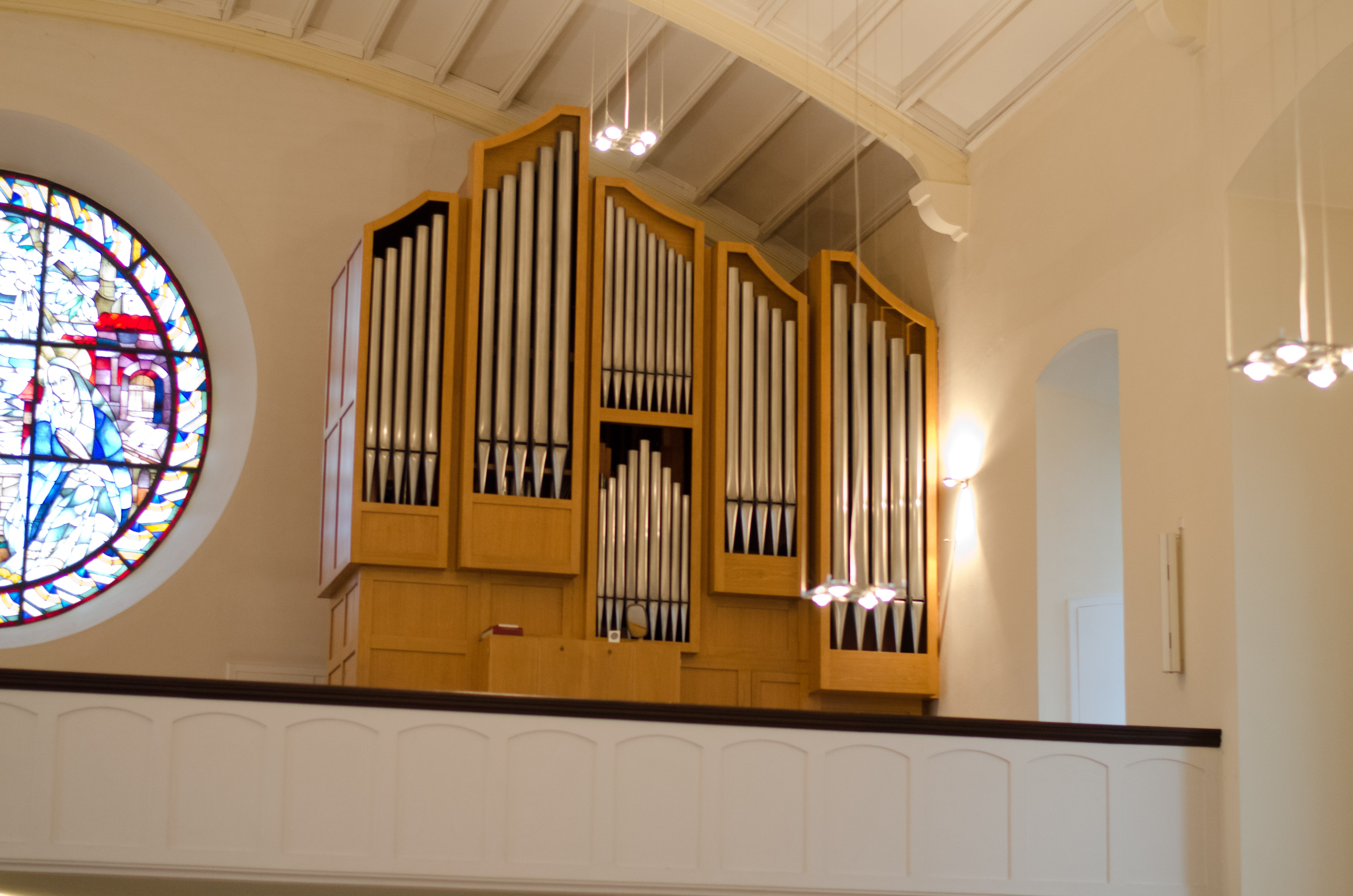
Blick auf die Orgel

Die Orgel wurde 1978 von der Firma Orgelbau Simon aus Borgentreich hergestellt und 1989 erweitert. Das Schleifladen-Instrument hat heute 24 Register auf zwei Manualen und Pedal. Die Spieltrakturen sind mechanisch, die Registertrakturen sind elektrisch.
| I Hauptwerk C–g3 |                |       |
| 1.               | Gedackt        | 16′   |
| 2.               | Prinzipal      | 8′    |
| 3.               | Spitzflöte     | 8′    |
| 4.               | Oktave         | 4′    |
| 5.               | Spillpfeife    | 4′    |
| 6.               | Sesquialter II |       |
| 7.               | Waldflöte      | 2′    |
| 8.               | Mixtur V       | 1 ⁄3′ |
| 9.               | Trompete       | 8′    |
|                  | Tremulant      |       |

| II Schwellwerk C–g3 |              |       |
| 10.                 | Holzgedackt  | 8′    |
| 11.                 | Gambe        | 8′    |
| 12.                 | Prinzipal    | 4′    |
| 13.                 | Rohrflöte    | 4′    |
| 14.                 | Oktave       | 2′    |
| 15.                 | Quinte       | 1 ⁄3′ |
| 16.                 | Terznone II  |       |
| 17.                 | Scharff IV   |       |
| 18.                 | Rohrschalmey | 8′    |
|                     | Tremulant    |       |

| Pedalwerk C–f1 |                 |     |
| 19.            | Subbaß          | 16′ |
| 20.            | Prinzipalbaß    | 8′  |
| 21.            | Gedacktbaß      | 8′  |
| 22.            | Choralbaß       | 4′  |
| 23.            | Rohrpfeife      | 2′  |
| 24.            | Rauschpfeife IV |     |
| 25.            | Posaune         | 16′ |